# 錦江 (韓国)

錦江流路と太白・小白山脈の位置関係図。

錦江（きんこう、クムガン）は大韓民国の中西部に位置する主要河川であり、韓国第三の河川である。百済の古都である忠清南道公州(공주、コンジュ)からは熊津江（웅진강、ウンジンガン）、忠清南道扶余からは白馬江（백마강、ペンマガン）とも呼ぶ。
錦江は湖のように穏やかなことから、湖江という別名がある。忠清道を指す「湖西」、全羅道を指す「湖南」（湖南平野、湖南線など）という別名は、それぞれ「湖江の西」「湖江の南」に由来する。

## 概要
全北特別自治道長水郡の小白山脈の神舞山（神舞山(신무산)、シンムサン、897m）の東斜面に端を発して北流し、草江（チョガン）、報青川（ポチョンチョン）、甲川（カプチョン）と合流しながら全北特別自治道・忠清北道と大田の道市境を通り、忠清南道燕岐郡（現世宗特別自治市燕岐面）の南部で第1支流である美湖川（ミホチョン）と合流した後は流れを西南に変え、忠清南道と全北特別自治道の道境を流れ、論山川（ノンサンチョン）と合流して韓国有数の穀倉地帯である論山平野を貫流し、群山と舒川の市郡境で郡山湾を形成し黄海に注ぐ。水源から河口までの直線距離はわずか90kmに過ぎないが、反時計回りに回流するため川の総延長はその4倍を超える。流域における全水系の水路総延長は24,900km、平均標高224m、平均傾斜17％、最高標高1,609mである。。沿岸の江景（カンギョン）や河口の群山は物資の集散地として非常に栄えた。
錦江は三国時代、百済にとって重要な水上交通路であった。公州には百済の旧都熊津、扶余には新都泗沘があり、そのため、古代に日本・百済と新羅・唐との間で戦われた白村江の戦いが行われた白江・白村江は錦江と推定されている。また、川にまつわる多くの伝説が残されている。

公州と扶余
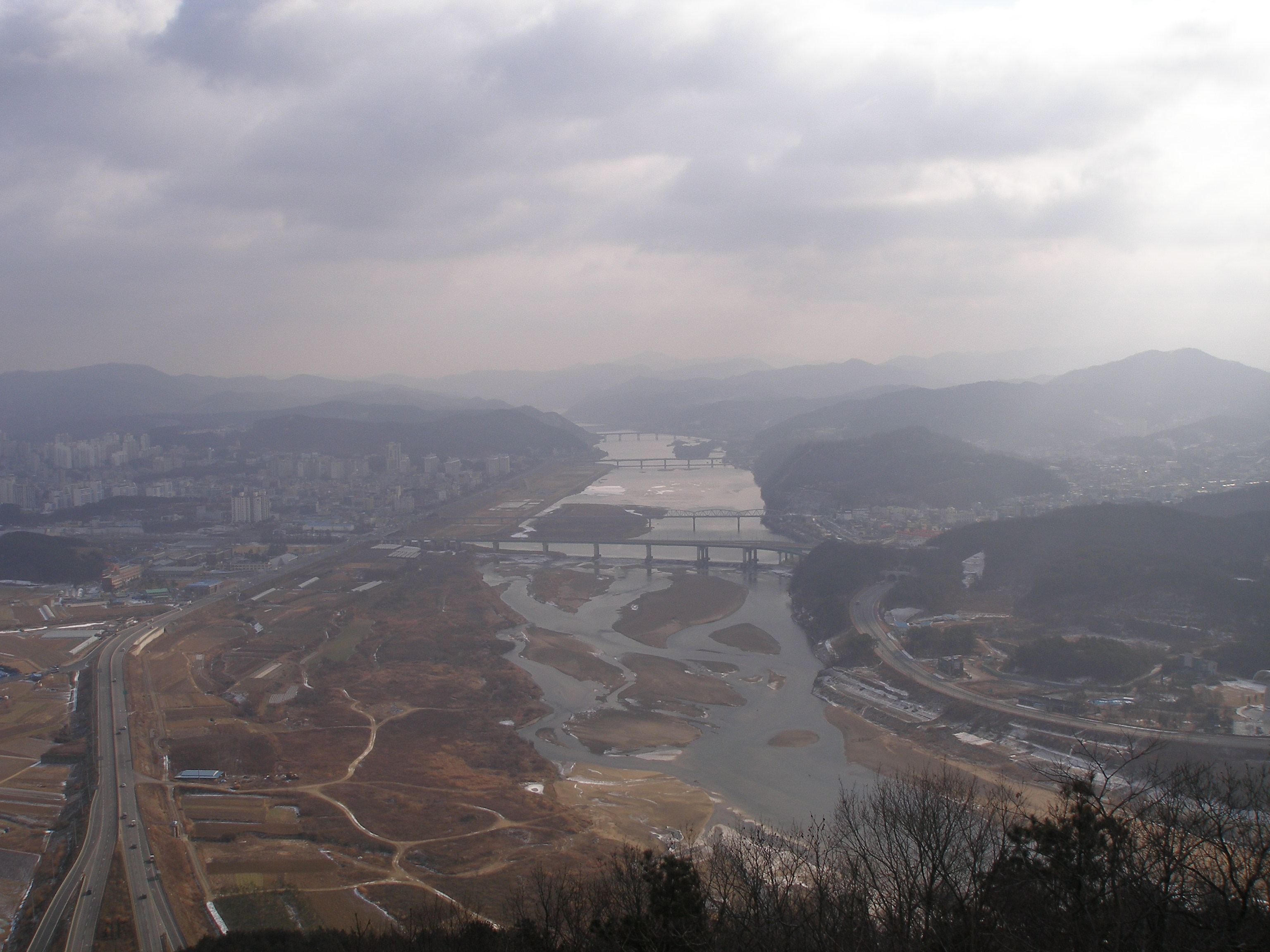
公州市燕尾山[2]（燕尾山(연미산)、ヨンミサン）より錦江を望む。
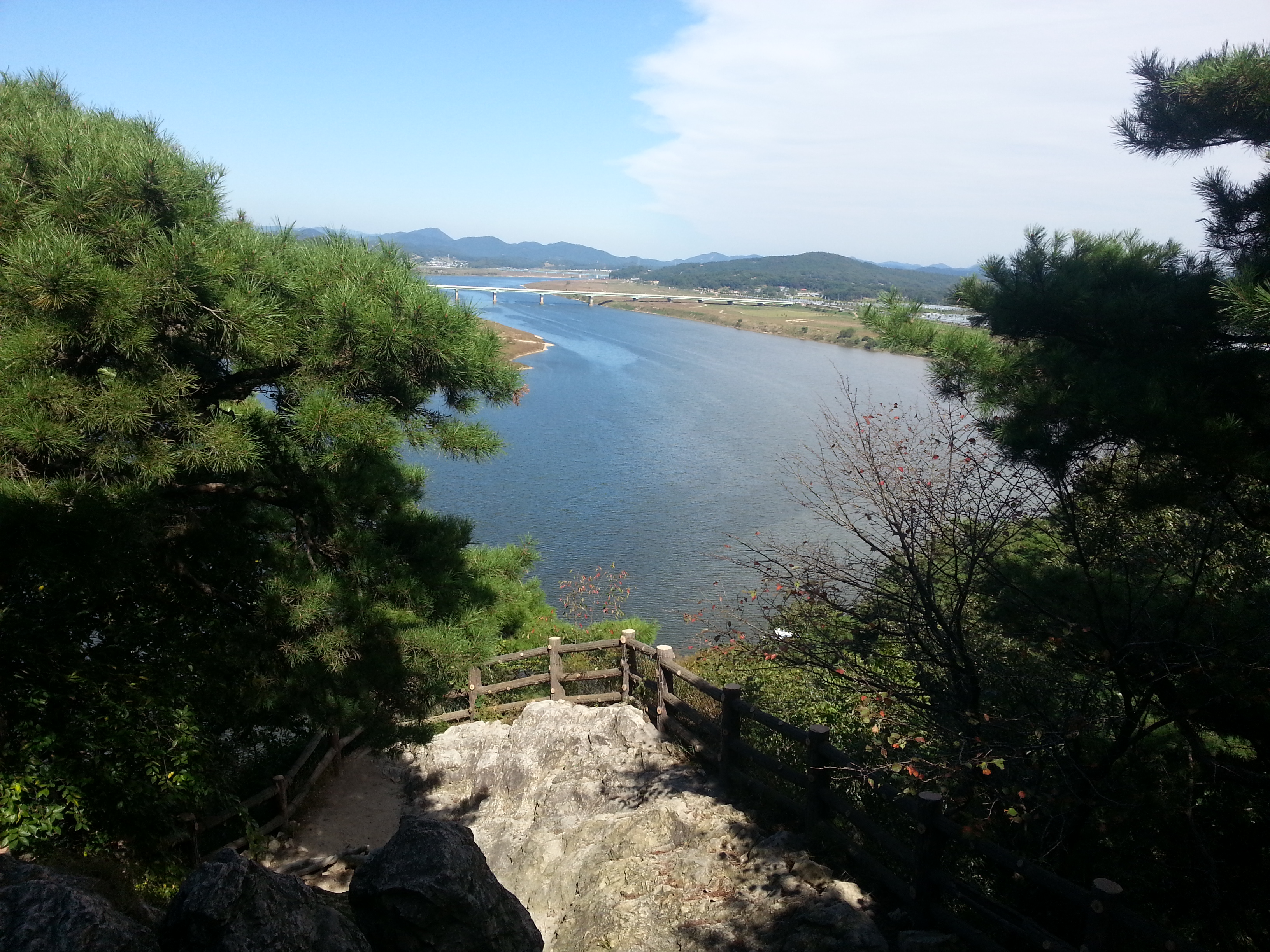
錦江に面した扶余の落花岩（ナックヮアム）、百済滅亡の際の伝説で有名。

## 流域の特長

### 上流域
忠清北道永同内の岷周之山（ミンジュジサン、1,242m）東北部に端を発する草江との北西部の合流地点までが上流域であり、激しく蛇行しながら西の蘆嶺（ノリョン）山脈と東の小白（ソベク）山脈の間をぬって北流する。茂朱九千洞（무주 구천동 (茂朱 九千洞); ムジュ クチョンドン、もしゅ きゅうせんどう）や永同の陽山八景（양산팔경 (陽山八景); ヤンサンパルギョン、ようさんはっけい）などの素晴らしい景観の渓谷で古くから景勝地として知られている。
全北特別自治道鎮安には竜潭（ヨンダム）ダム（貯水量8.2トン、年間発電量2.9kWh）があり、隣接する万傾江（マンギョンガン）流域である全北全州域への生活用水を年5億トン供給している。

### 中流域
忠清南道清原（現忠北清州市）の大芚山（テドゥンサン、878m）東斜面に発する甲川との合流地点である大田広域市北部までが中流域であり、途中、清原の九竜山（クリョンサン、510m）南斜面に発する報青川と忠北沃川の東部で合流し、大田の北東部にある大清（テチョン）ダム（貯水量15億トン、年間発電量2.4億kWh）に注ぎ、総貯水量15億トンに及ぶ大清湖が形成されており、首都機能を一部受けもつ重要都市である大田広域市を含む中部の治水・利水・電力生産などに大きく貢献している。

大清ダム
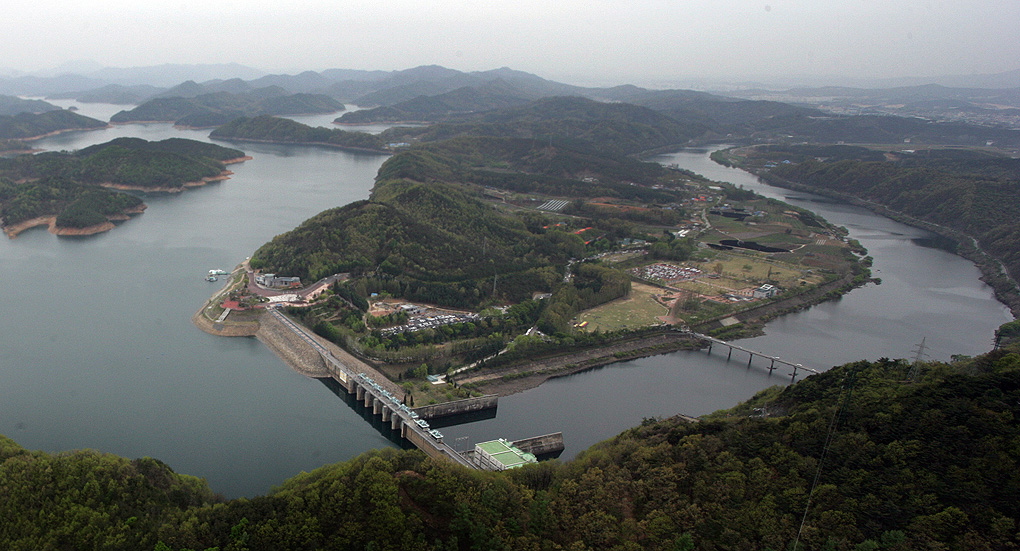
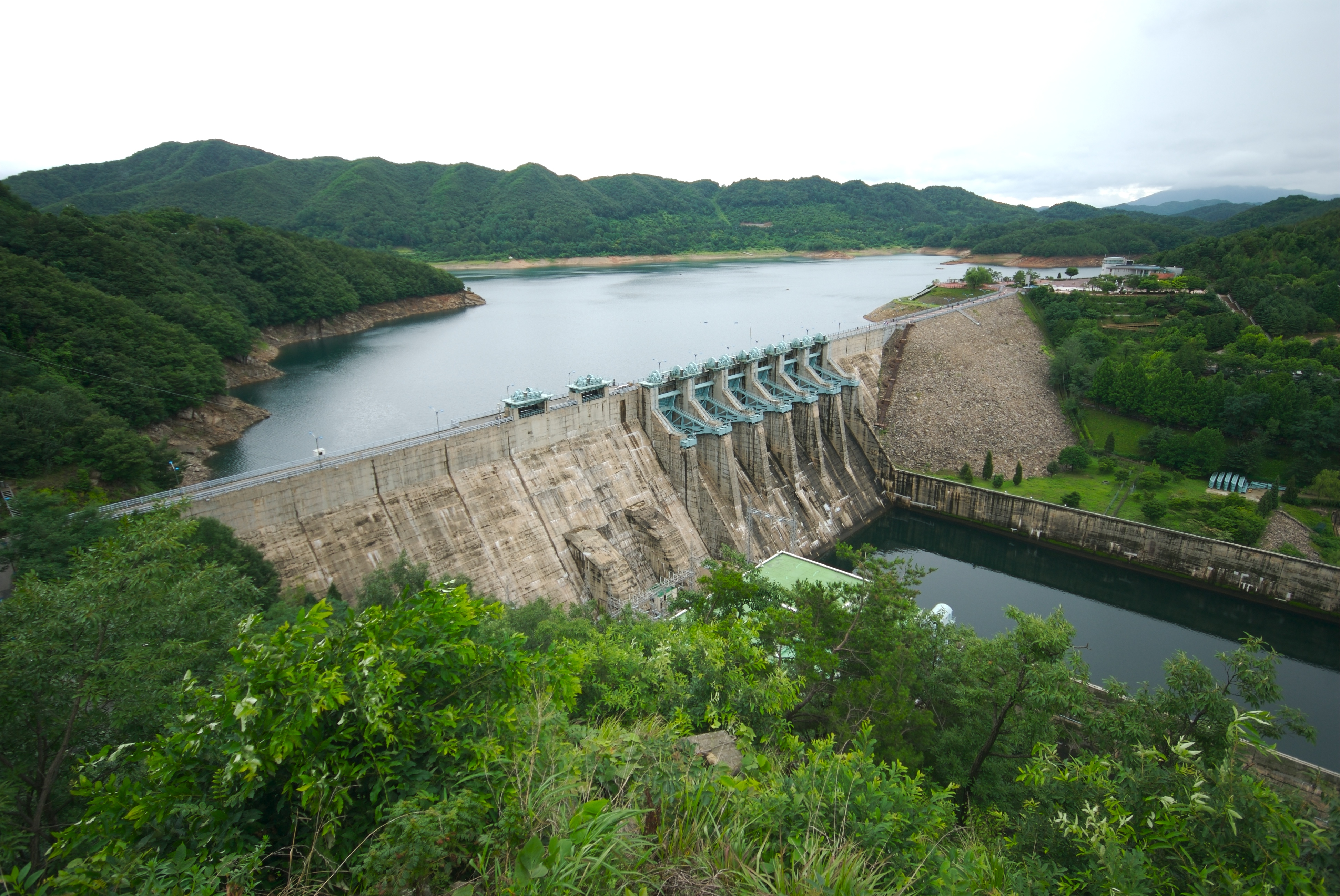

### 下流域

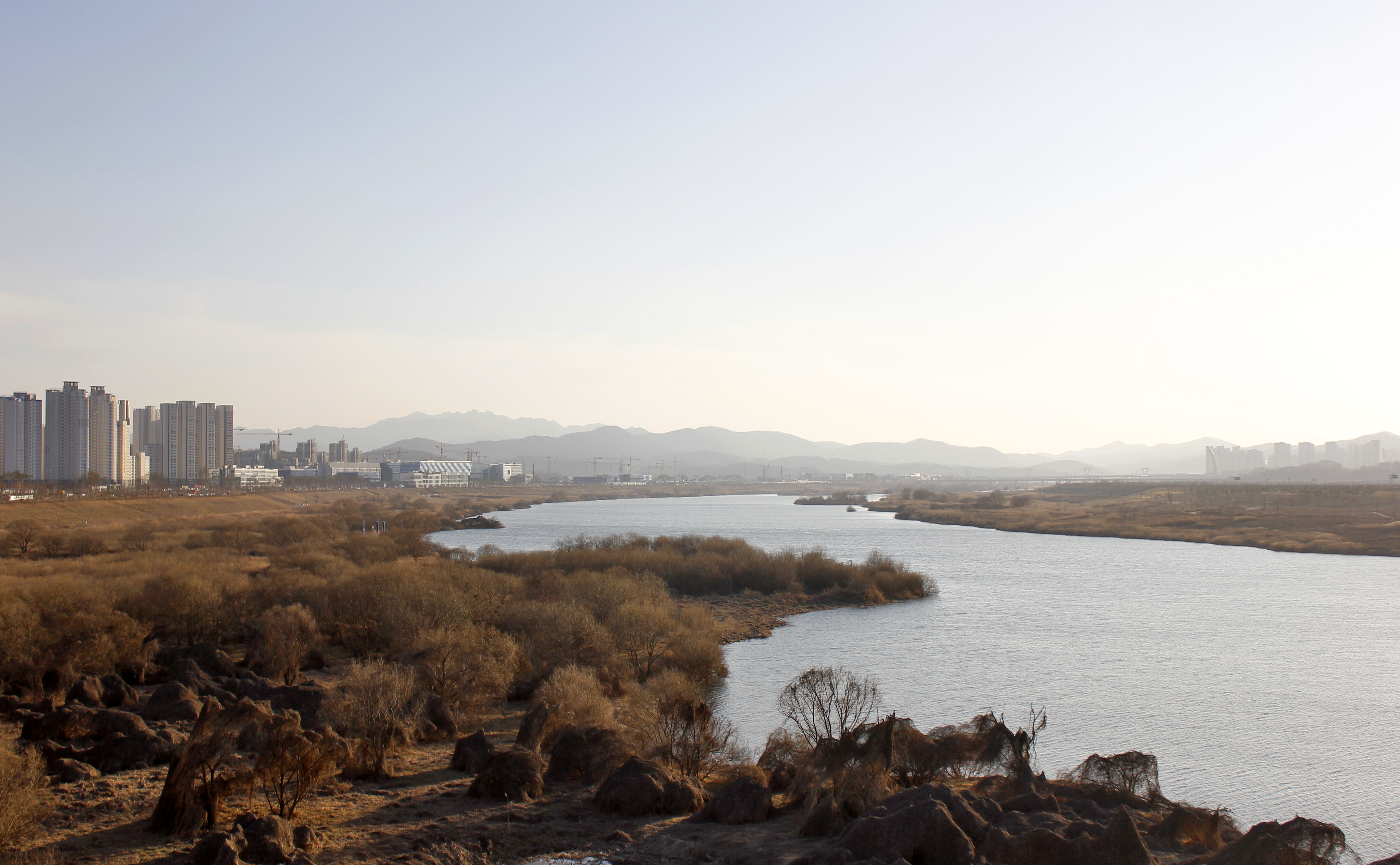
世宗特別自治市燕岐面を流れる錦江。

下流域では、忠清北道陰城にある馬耳山（マイサン、472m）西斜面に発する美湖川と忠南燕岐（現世宗特別自治市燕岐面）の南西部で、また全北完州の烽燧台山（ポンスデサン、581m）東斜面に発する論山川と忠南論山の西部で合流する。途中、多数の文化遺跡が散在する百済の古都である公州・扶余一帯を流れた後、上述の通り韓国有数の穀倉地帯である論山平野を貫流し、群山と舒川の市郡境に開く郡山湾で黄海に注ぐ。下流域では、森林面積が50％を過ぎず、農地面積が37％にも達する。河口付近には水資源の確保および洪水対策として建設された錦江河口堰（1,841m）がある。下流域は古来より農業が盛んで森林面積が少なく、洪水と渇水の被害が多く発生しており、その深刻な被害を食い止めるために、この河口堰と共に上流の竜潭ダム・中流の大清ダムなどが連携して水利調整を行い、水資源の有効的な管理運営に力を注いでいる。

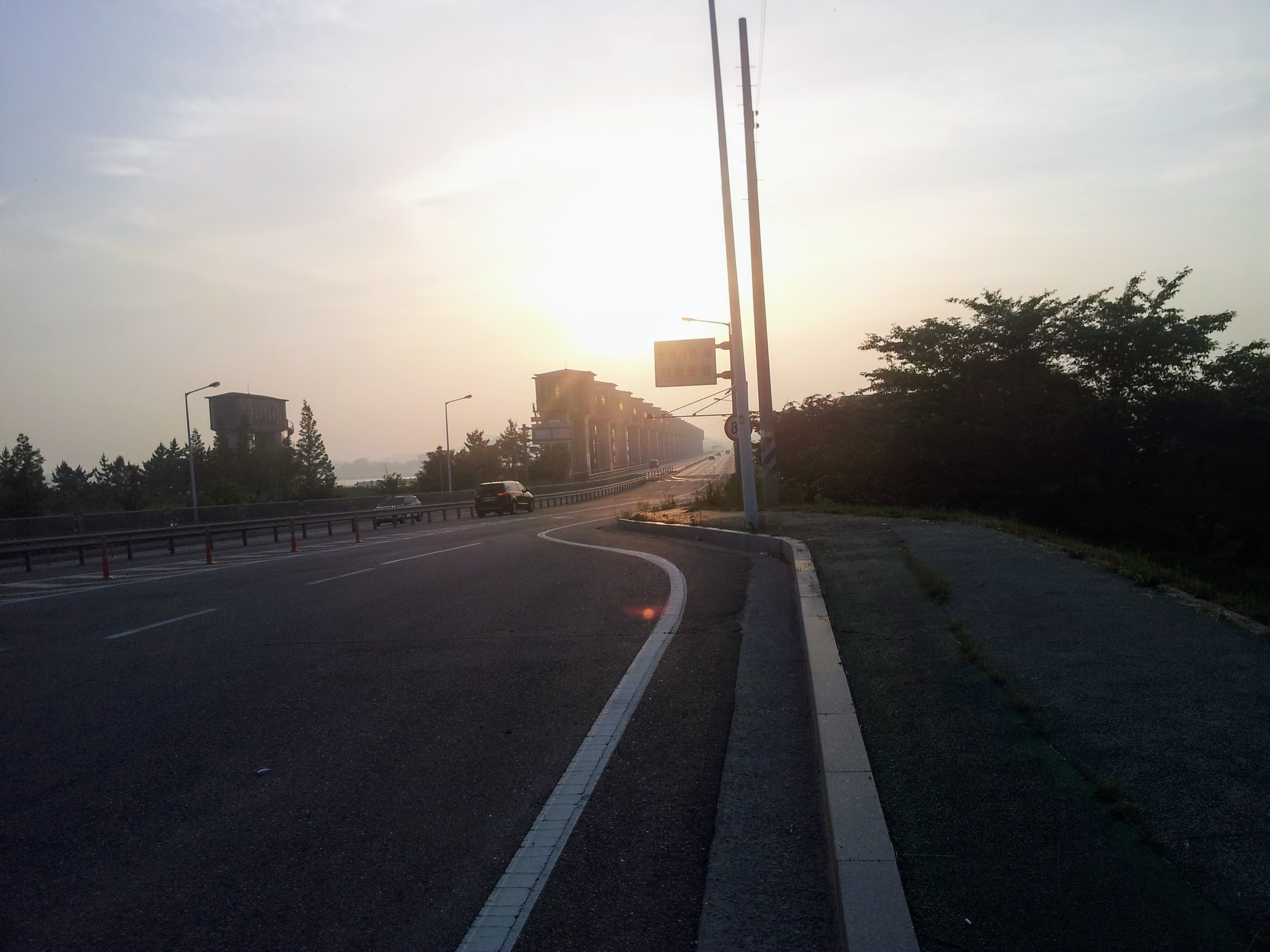
日没時の錦江河口堰の写真。
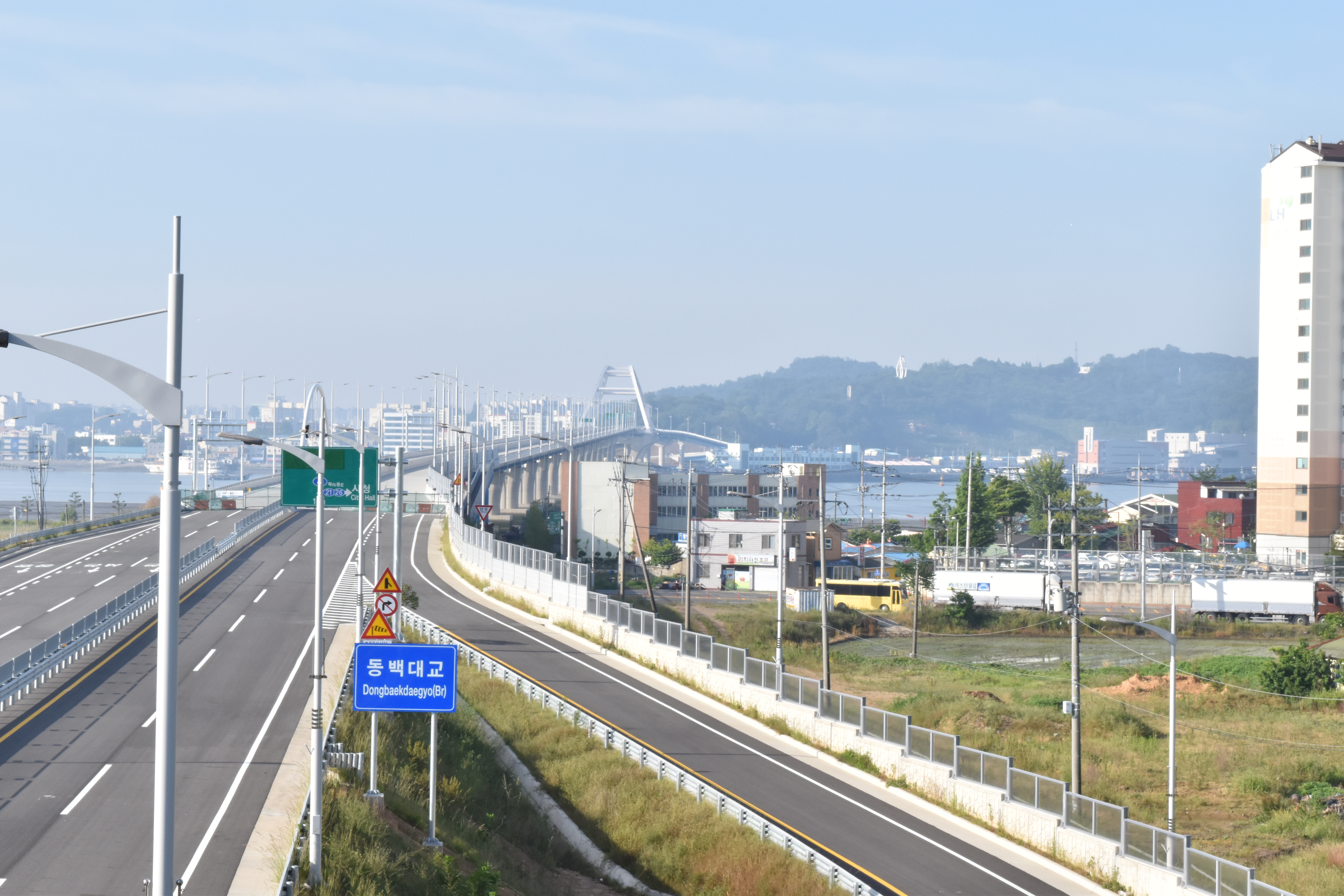
錦江河口付近に2018年12月27日に開通した冬柏大橋（朝鮮語版）（トンベクテギョ）。

## 主な支流について
草江
草江(초강)（チョガン）は、忠北永同郡内の岷周之山（岷周之山(민주지산)、ミンジュジサン、1,242m）東北部に端を発し、同郡内で合流する。長さ63km、流域面積665km2。
甲川
甲川(갑천)（カプチョン）は、忠南清原（現忠北清州市）の大芚山（大芚山(대둔산)、テドゥンサン、878m）東斜面に端を発し、大田広域市北部で合流する。長さ60km、流域面積554km2。
報青川
報靑川(보청천)（ポチョンチョン）は、忠南清原（現忠北清州市）の九竜山（九龍山(구룡산)、クリョンサン、510m）南斜面に端を発し、忠北沃川郡の東部で合流する。長さ68km、流域面積554km2。
美湖川
美湖川(미호천)（ミホチョン）は、馬耳山（馬耳山(마이산)、マイサン、472m）西斜面に端を発し、忠南燕岐郡（現世宗特別自治市燕岐面）の南西部で合流する。長さ80km、流域面積1,900km2。
論山川
論山川(논산천)（ノンサンチョン）は、また全北完州郡の烽燧台山（烽燧臺山(봉수대산)、ポンスデサン、581m）東斜面に端を発し、忠南論山市の西部で合流する。長さ55km、流域面積666km2。

## その他
有名な歌謡曲の「夢見る白馬江」（꿈꾸는 백마강; クムクヌン・ペンマガン）はこの川を歌ったものである。
明治時代初期には日本で長浦江（英語: Basil bay）と呼ばれており、明治11年（1878年）に日本海軍の天城が目測により河口付近の略地図を制作している。